# Серволюкс-Агро
«Серволюкс-Агро» (бел. Сервалюкс-Агра) — белорусский футбольный клуб из агрогородка Межисетки.

## История
Клуб был создан в 2012 году в агрогородке Межисетки Могилёвской области как любительский на основе агропромышленного комплекса «Серволюкс Агро». В 2016 году клуб стал победителем чемпионата Могилёвской области. В 2022 году клуб заявился во Вторую лигу. В сезоне 2023 года клуб смог выиграть восточный дивизион Могилёвской области без единого поражения, в финальной этапе уступив лишь «Горкам», со второго места выйдя в основной этап турнира. В марте 2024 года клуб заявился во Вторую лигу в обновлённом формате.

## Достижения
Чемпионат Могилёвской области
 Победитель: 2016